# Parashqevi Qiriazi

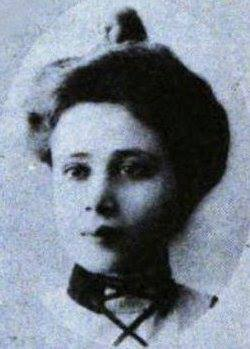
Parashqevi Qiriazi

Parashqevi Qiriazi, també coneguda com Paraskevi D. Kyrias (2 de juny de 1880 - 17 de desembre de 1970), fou una mestra albanesa que dedicà la seua vida a l'alfabet albanés i a la instrucció de l'idioma albanés escrit. Fou especialment coneguda per publicar un dels primers abecedaris en albanés recentment codificat.
Fou l'única dona que participà en el Congrés de Manastir, que va decidir la forma de l'alfabet albanés; i fundà l'associació de dones Yll 'i Mengjesit. Parashqevi també va participar en la Conferència de Paz de París del 1919 com a membre de la comunitat albanesoestatunidenca. Era germana de Sevasti Qiriazi, que fou directora de Mësonjëtorja, i juntes van fundar la primera escola albanesa per a xiquetes, que va obrir al 1891.

## Biografia
Parashqevi nasqué a Monastir (ara Bítola, a Manastir Vilayet, Imperi otomà (actual Macedònia del Nord)). Quan només tenia 11 anys començà a ajudar el seu germà Gjerasim Qiriazi i la seua germana Sevasti Qiriazi per a ensenyar a xiquetes en la primera escola per a xiquetes a Albània, que s'inaugurà el 15 d'octubre del 1891.
Més tard estudià en el Robert College d'Istanbul. En graduar-se, anà a Korçë per a treballar com a mestra de primària juntament amb sa germana Sevasti, a Mësonjëtorja, la primera escola albanesa, que obrí el 1887.
El 1908 fou l'única dona que va participar en el Congrés de Monastir.
El 1909 publica un abecedari per a escoles primàries. Tot i que el Congrés de Monastir havia establert el nou alfabet, encara aparegueren dues versions de l'alfabet en el seu primer aniversari, la qual cosa mostra com era de fràgil el consens del Congrés. Això no obstant, amb l'abecedari, va publicar alguns versos que es feren molt famosos sobre la defensa del nou alfabet albanés.

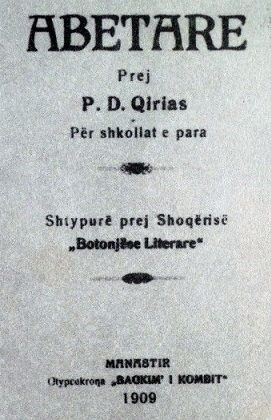
Abetare de Parashqevi Qiriazi

També és coneguda per organitzar l'ensenyament per a xiquets i xiquetes; i per haver creat escoles nocturnes en altres llogarets del sud d'Albània; també per ajudar a l'organització de biblioteques locals.
Va contribuir a la fundació de l'associació Yll 'i Mëngjesit (Estel matutí) el 1909 i, més tard, quan emigrà als Estats Units, continuà amb la publicació periòdica amb el mateix nom del 1917 al 1920. La revista era quinzenal i incloïa articles relacionats amb Albània sobre política, societat, història, filologia, literatura i folklore.
El 1914, isqué d'Albània cap a Romania juntament amb la seua germana, com a conseqüència de l'ocupació grega de la ciutat.
Més tard, es traslladà als Estats Units i en nom de la comunitat albanesoestatunidenca va participar en la Conferència de Paz de París del 1919 per a representar els drets dels albanesos.
Parashqevi torna a Albània al 1921, i de llavors ençà esdevé una de les fundadores i directores de la institució femenina anomenada Kyrias a Tirana i Kamëz, en cooperació amb la seua germana Sevasti i el seu cunyat Kristo Dako. A l'octubre del 1928, amb la iniciativa del Ministeri de l'Interior, l'organització Gruaja Shqiptare (La dona albanesa) es funda a Tirana, amb la directriu de crear sucursals en tot el país i en la diàspora. Fou creada sota el patrocini de la reina mare, i la germana del rei Zogú I, la princesa Sanije. L'organització tenia com a objectiu promoure l'educació, la higiene i activitats de caritat, i ampliar culturalment el nivell de les dones albaneses. Parashqevi hi fou una dirigent. Entre 1929 i 1931, l'organització publicaria el seu diari Shqiptarja (Albània), en què Parashqevi i la seua germana Sevasti col·laboraren. La revista contenia articles que qüestionaven el pensament conservador que era contrari al moviment de dones i a les seues demandes.
Parashqevi fou una ferma antifeixista durant la Segona Guerra Mundial, a partir de la invasió italiana del 1939. A causa de les seues opinions antifeixistes, ella i sa germana foren empresonades i deportades al camp d'extermini Anhalteleger Dedinje, prop de Belgrad, per les unitats pronazis dirigides per Xhaferr Deva.
Ella hi va sobreviure i tornà a Tirana després de la guerra. Una altra persecució, però la perseguiria a ella i a la família de la seua germana. A causa de les posicions pròximes al rei Zogú I de Kristo Dako, el seu nom fou aniquilat pel règim comunista, i les famílies de Kyrias foren internades lluny de Tirana. Els seus dos nebots (fills de Sevasti) foren empresonats, i finalment un va morir a la presó.
Amb grans esforços de l'erudit albanés Skënder Luarasi, i una intervenció de Vito Kapo, les germanes Kyrias foren parcialment rehabilitades. Parashqevi va morir a Tirana el 17 de desembre del 1970.

## Llegat
Parashqevi Qiriazi i sa germana Sevasti són considerades les mares de l'educació albanesa. L'Organització de Dones Albanoamericanes de la ciutat de Nova York també es diu "Germanes Qiriazi". El 7 de març és la diada oficial dels docents a Albània, en record de l'escola familiar Qiriazi, del 1891. La pel·lícula albanesa Mësonjtorja (L'escola), del 1979, produïda per Kinostudio Shqipëria e Re, la dedicaren a ella i al seu germà Gjerasim, malgrat que els seus noms hi apareixen canviats (Dafina i Stefan). Algunes escoles d'Albània i Kosovo duen els noms de la família Qiriazi.